# Gaetano De Pasquali
Gaetano De Pasquali (Licata, 27 dicembre 1818 – Viareggio, 22 luglio 1902) è stato un politico, poeta, giornalista, patriota, scrittore, e magistrato italiano.
Compì i suoi primi studi letterari a Licata, nel convento di S. Francesco in un'ala del quale, molti anni dopo fu istituita la scuola media che porta il suo nome. Continuò gli studi superiori e universitari a Palermo, dove nel 1839 conseguì la laurea in legge. Fu deputato dal 1867 al 1874 della Camera del Regno d'Italia nella X e XI legislatura.

## Carriera

### Attività letteraria
La sua attività letteraria iniziò nel 1837, con la composizione di un elogio funebre indirizzato all'amico Pietro Urso. Nello stesso periodo collaborò con diversi giornali: L'Imparziale, il Giornale di Scienze, Lettere ed Arti; L'Occhio. In quest'ultimo giornale pubblicò la novella storica Piccarda, dedicata alla madre, alcune biografie  e varie critiche teatrali.

Nel 1840, oltre alla raccolta dei Primi canti, pubblicò il Ristretto della storia di Sicilia un'opera rivolta ai giovani siciliani con l'intento di educarli alle nuove idee liberali e ai sentimenti di italianità.

Nel 1843 lo troviamo a Napoli, probabilmente per dedicarsi all'attività forense. Qui frequentò la famiglia Galluzzi e proprio a Pietro Galluzzi dedicò la sua novella in versi Il profugo. Di quest'anno è anche il libro Le versioni bibliche comprendenti traduzioni già pubblicate sui giornali ed in appendice ai Primi Canti.

Nell'autunno del 1847, in seguito ai torbidi politici scoppiati a Palermo, pubblicò, conservando l'anonimato, sul numero del 24 gennaio dell'anno successivo de Il cittadino, un inno dal titolo Il 27 novembre 1847 che porta anche il sottotitolo L'invito. Ha tradotto La signora delle camelie di Dumas pubblicato nel 1850.

### Attività come magistrato
Dopo i moti del 1847, si insediò a Palermo un governo rivoluzionario. Il comune di Grotte nominò il De Pasquali membro della Camera dei comuni e deputato al Parlamento siciliano. Come membro della Camera dei comuni, nel 1848 firmò l'atto di decadenza dei Borboni. 
Nello stesso anno fu nominato giudice circondariale di Grotte. De Pasquali non interruppe mai la sua attività di scrittore-giornalista.
Quando i Borboni ritornarono in Sicilia, il De Pasquali fu invitato a ritirare la propria firma nell'atto di decadenza ma, essendosi egli rifiutato, gli fu imposto il confino a Grotte. De Pasquali non gradì tale imposizione e chiese di potere emigrare in America. Ottenuto il permesso, egli non andò in America. Andò, invece, in Francia da dove rientrò in Italia e si stabilì a Torino. Ebbe così inizio il suo esilio che durò un decennio. A Torino continuò con la sua vita di patriota, di giornalista e di scrittore. Fu sorvegliato dalla polizia piemontese, al pari di altri patrioti siciliani .

### Attività giornalistica
Collaborò con Giacinto Scelsi (1825-1902), nel giornale genovese L'Espero.

Dal 1851 al 1852, collaborò anche con i giornali L'uguaglianza di Torino, e Il lavoro di Genova, dove pubblicò alcuni suoi racconti ispirati a temi popolari, secondo l'indirizzo delle due testate. In questo periodo il De Pasquali pubblicò diverse opere letterarie: Il cuore dell'operaio su L'Uguaglianza di Torino e quella de Il battelliere messinese e di Luciano il carrettiere su Il lavoro di Genova.

Nel 1852 pubblicò un volume di liriche intitolato Le ore malinconiche e, nello stesso periodo, collaborò con il messinese Carlo Gemelli alla stesura di un volume in cui venivano illustrati i rapporti diplomatici tra la Sicilia e la Toscana negli anni 1848-49.

Continuò la sua attività giornalistica, offrendo la sua collaborazione a diversi giornali e pubblicò altre opere tra le quali un certo rilievo ebbe la tragedia Maione, ambientata in Sicilia ai tempi di Guglielmo I, che fu premiata dal governo piemontese ed ebbe due ristampe: una a Catania nel 1863, l'altra a Firenze, nel 1887.

Con Francesco Crispi, che si era trasferito a Torino nel 1861, collaborò alla raccolta di biografie politiche intitolate Pantheon dei martiri della libertà italiana.